# Hyposoter reunionis
Hyposoter reunionis là một loài tò vò trong họ Ichneumonidae.